# Maasaran
Maasaran (tiếng Ả Rập: معصران) là một ngôi làng Syria nằm ở Maarrat al-Nu'man Nahiyah ở huyện Maarrat al-Nu'man, Idlib. Theo Cục Thống kê Trung ương Syria (CBS), Maasaran có dân số 834 trong cuộc điều tra dân số năm 2004.